# Dahiyat Sabah al-Kheir
Dahiyat Sabah al-Kheir (àrab: ضاحية صباح الخير, Ḍāḥiyat Ṣabāḥ al-Ḫayr) és una vila palestina de la governació de Jenin a Cisjordània, al nord de la vall del Jordà, a 5 kilòmetres al nord de Jenin. Segons el cens de l'Oficina Central Palestina d'Estadístiques (PCBS), Dahiyat Sabah al-Kheir tenia 1.457 habitants en 2007.